# Забороль (Луцький район)
За́бороль — село в Україні, у Луцькому районі Волинської області. Входить до складу Луцької міської громади. Населення становить 1346 осіб.

## Герб
Щит перетятий лазуровим і золотим. У першій частині срібна відкрита книга, що супроводжується знизу чотирма попарно зібраними золотими колосками, покладеними дугоподібно. У другій частині дві срібні перекинуті шаблі із золотими руків'ями, покладеними в косий хрест, які супроводжуються зверху червоною укороченою балкою, а знизу гроном калини із зеленим листям та червоними ягодами. Поверх усього срібна стінозубчаста вежа.

## Історія
Забороль мав статус ленного королівського володіння яке надавалось на вічне тримання — володіння землею з правом успадкування за умови виконання феодальних служб: військової, придворної тощо. В Литовській метриці 1517 року згадується Михайло Григорɛвичъ Дрỿчанинъ, пан заборольський, намісник князя Костянтина Івановича Острозького. 4 травня 1518 король Сигізмунд I пожалував три дворища з людьми, зем'янину волинському, дворянину, Олехну Григоровичу Козинському, за сприяння старости луцького, князя Костянтина Острозького. 
|                                  | Маεть ωнъ и потомъки εго тыε вышεй писаныε два дворища в Заборольи, Тимошεвъскоε з людми а Козинскоε пỿстоε дεржати зъ зεмълͱa ми пашъными и сεножатьми, и з хворосты, и з заросльми, и с озεры, и з рεками, и рεчъками, ставы и ставищи, и з млыны и ихъ вымεлъки, и з ловы пташъими, и з даньми грошовыми и мεдовыми, и кỿничъными, и з чинши, зо въсими иными платы и пожитъки, и податми, и слỿжбами тыхъ людεй, и ихъ входы, и со всимъ с тымъ, как сѧ тыε два дворища вышεй писаныε и тыє люди, которыε на дворищи Тимошεвскомъ сεдͱат, сами в собε и въ границахъ ихъ ỿв обыходεх сѧ своих мают, и какъ тожъ на насъ были дεржаны. Гдε бỿдỿть пεрεд тымъ люди тыхъ дворищъ вышεй писаныхъ в гаи Заборольскомъ дрова и хворост, и кольε бирали, ωни и тεпεръ тамъ в гаи Заборольскомъ дрова и хъворостъ, кольε мають брати по-давъномỿ. Волεнъ ωнъ то собε розширити и прибавити, и людми на тыхъ дворищах садити, и пашню собε справити, и кỿ своεмỿ лεпъшомỿ и въжиточъномỿ ωбεрнỿти, какъ налεпεй самъ розỿмεючи |
| — Lietuvos Metrika, knyga nr. 22 | |

 12 травня 1525 року король пожалував Тихну Козинському ще частину королівського гаю, на прохання старости луцького Федора Чорторийського, бо його люди і він сам велику «зваду і грабежі чинили». За ревізією Луцького замку 1545 року у селі було 16 дворищ. Одне належало тивуну а інші селянам, які виконували феодальні повинності, з них шість з своїми кіньми, три дворища стояли пусткою. Мешканці працювали на господарських роботах в Красному (передмістя Луцька), мостили лавки на Стиру, гатили греблю хмизом на голишівському ставі, їздили з підводами, куди їх пошле староста. До 25 листопада 1565 року Забороль належав Івану Борзобагатому а згідно з поборовими реєстрами Луцького повіту 1570—1577 рр. частинами села володіли Михайло Єло-Малинський (платив податок з королівського маєтку — 49 дим) та Роман Козинський (платив з 4 дим). В 1647 році власник села Забороля — шляхтич Валентин Грушецький.
Був тут колись гарний англійський парк, закладений відомим ботаніком Міклєром, а в ньому палац і готична каплиця за проектом архітектора Ітара з Дубна. Близько 1859 року село належало Чарнецьким. 1885 року в селі було 38 дворів, 396 жителів, православна церква, школа, постоялий двір. За переписом 1906 року в селі було 106 дворів та 693 жителі.
Сільська церква на честь Божої Матері була збудована 1728 року, однак згодом розібрана на продаж. Згодом збудували нову церкву, котра зазнала руйнувань від пожежі в 1944 році. На місці церковного кладовища, де була й символічна могила визволителям-українцям, радянська влада збудувала свинарники.
До 23 грудня 2016 року — адміністративний центр Заборольської сільської ради Луцького району Волинської області.
З 23 грудня 2016 року до 12 червня 2020 року у складі Заборольської сільської громади. 
2 червня 2020 року, згідно з розпорядженням Кабінету Міністрів України  № 708-р, село увійшло до складу Луцької міської громади.

## Населення
1885 року в селі було 38 дворів, 396 жителів. Станом на 1906 рік у селі було 106 дворів та 693 жителі.
За переписом населення в міжвоєнній Польщі 30 вересня 1921 року, в селі налічувалося 140 будинків та 797 жителів, з них:

* 379 чоловіків та 418 жінок;

* 767 православних, 3 юдеї, 26 римо-католиків і 1 християнин;

* 767 українців, 3 євреї, 26 поляків і 1 особа іншої національності.
Згідно з переписом УРСР 1989 року чисельність наявного населення села становила 1198 осіб, з яких 580 чоловіків та 618 жінок.
За переписом населення України 2001 року в селі мешкало 1340 осіб.

### Мова
Розподіл населення за рідною мовою за даними перепису 2001 року:
| Мова       | Відсоток |
| ---------- | -------- |
| українська | 98,81 %  |
| російська  | 1,11 %   |

## Пам'ятки археології
- Біля села — курган доби бронзи.
- В північній частині села, на південь від торгового центру і шосейної дороги сполученням Луцьк-Володимир — селище давньоруського періоду ХІ-ХІІІ ст. площею близько 1 га. Воно розміщене на схилі першої надзаплавної тераси лівого берега Омелянівки (лівосторонній доплив Стиру) висотою 4-5 м над рівнем заплави.
- На західній околиці села, на мисі першої надзаплавної тераси правого берега Омелянівки висотою 10-12 м над рівнем заплави — селище давньоруського періоду XI—XIII ст. площею до 2 га. Пам'ятка руйнується кар'єром місцевого цегельного заводу.
- За 0,5 км на північний захід від села, де розташовані корпуси цегельного заводу, на мисі першої надзаплавної тераси лівого берега Омелянівки висотою 6-8 м над рівнем заплави — двошарове поселення тшинецько-комарівської культури і давньоруського періоду XI—XIV ст. площею до 2 га. Пам'ятка частково зруйнована будівельними роботами.
- На східній околиці села, за 0,1 км на південь від шосейної дороги сполученням Луцьк-Володимир, поблизу греблі ставу, на мисоподібному виступі лівого берега Омелянівки висотою 3-4 м над рівнем заплави — двошарове поселення тшинецько-комарівської культури і періоду XII—XIII ст. площею до 2 га. Керамічні матеріали доби бронзи репрезентують дрібні уламки стінок ліпних посудин, а раннього середньовіччя — фрагменти гончарних горщиків. Знахідки зібрані з території орного поля.
- За 0,5 км на схід від села, за 200 м на південь від дороги Луцьк-Володимир, на схилі лівого берега Омелянівки — поселення давньоруського часу.

## Відомі люди
- Стефан Бохонюк — навчався з 1878 по 1883 роки в Заборольській народній школі, відомий на Волині проповідник Слова Євангельської Правди.
- Іван Кисіль (псевдо:«Ігор», «Орест» (1918—1946) — український військовик, поручник УПА, лицар Срібного хреста бойової заслуги УПА 2 класу (посмертно).
- Тетяна Байда-Барбелюк — українська письменниця, громадська діячка.

## Виноски
1. ↑  Раніше, 3 серпня 1516 року, Ѡлεхъно Козинъский отримав привілей на село Ѡгавъчичъ[1].
2. ↑  Ввод во владение Михаила Еловича-Малинскаго (по решению и приказу короля) «в сумме пенязей» в имение Борзобогатых — Забороль, и в войтовство Луцкое[2].